# Seznam ukrajinskih šahistov
Seznam ukrajinskih šahistov.

## A
- Lev Osipovič Alburt
- Olga Aleksandrova

## B
- Anatolij Bannik
- Aleksander Beljavski
- Jefim Bogoljubov
- Isaak Boleslavski
- David Bronštejn

## Č
- Aleksander Černin

## D
- Inna Dubinka

## E
- Zahar Efimenko
- Vereslav Ejngorn
- Pavel Eljanov

## F
- Sergej Fedorčuk

## G
- Inna Gaponenko
- Efim Geller
- Aleksander Gološčapov
- Mihail Golubjev
- Aleksander Griščuk
- Eduard Gufeld
- Vladimir Gurevič

## I
- Aleksander Ipatov
- Vasilij Ivančuk

## K
- Natalija Kiseljova
- Dmitrij Komarov
- Tatjana Kononenko
- Anton Korobov
- Igor Kovalenko
- Jurij Kruppa
- Gennadij Kuzmin

## L
- Katarina Lagno
- Zoja Lelčuk
- Konstantin Lerner
- Irina Limar
- Marta Litinska-Šulj

## M
- Vadim Malahatko
- Vladimir Malanjuk
- Adrian Mihalčišin
- Jevgenij Mirošničenko
- Viktor Moskalenko
- Ana Muzičuk

## N
- Igor Nester
- Valerij Neverov
- Igor Novikov

## O
- Aleksander Oniščuk

## P
- Semjon Palatnik (ZDA)
- Ruslan Ponomarjov

## R
- Oleg Romanišin

## S
- Oksana Sarana
- Stanislav Savčenko
- Vladimir Savon
- Jelena Sedina
- Lidija Semjonova

## Š
- Aleksander Šnejder
- Leonid Štejn

## T
- Georgij Timošenko
- Vladimir Tukmakov

## U
- Nazar Ustijanovič
- Ana Ušenina

## V
- Tatjana Vasilevič
- Andrij Volokitin
- Oksana Vozovic

## Z
- Anna Zatonskih
- Anna Zazulja
- Andrij (Andrej) Zontah
- Kira Zvorikina (Ukrajina-Rusija)

## Ž
- Natalija Žukova